# Marensis simplex
Marensis simplex – gatunek chrząszcza z rodziny kózkowatych i podrodziny zgrzypikowych. Jedyny przedstawiciel rodzaju Marensis.

## Zasięg występowania
Gatunek ten występuje w Ameryce Południowej, notowany w Brazylii (stan Amazonas), Peru oraz Ekwadorze.